# 乃木坂46歷史
乃木坂46是在日本演藝製作人秋元康的企畫之下於2011年組成的日本大型女子偶像組合，創團之初被定位為AKB48的「官方對手」，在歷經了幾年的努力後，走出與AKB48有別的團體風格路線，發展成一個無論是在作品銷售量、媒體曝光率或知名度上，在日本國內市場佔有一席之地的賣座演藝團體。
本文主要收錄與乃木坂46相關的歷史資訊，以年表的方式按照發生時間先後記載。收錄的內容除了乃木坂46團體內的發展歷史之外，也涵蓋部分與乃木坂46相關、發生於乃木坂46及其衍生團體或姊妹團體（坂道系列各團）之間的跨團體資訊。

## 2011年
6月28日，成立AKB48「官方對手」乃木坂46的消息公開，並宣布將於同年7月20日舉行甄選會的第一次審查。宣傳海報上寫有AKB48總製作人秋元康的訊息——「能用5個月追上AKB48走過的5年嗎？」。消息公布後，「乃木坂46」在雅虎日本的搜尋數大幅上升。
8月20日至21日，最終審查舉行。
8月21日，從38,934人選出的36名成員首次亮相，其中16名暫定為「選拔成員」。
9月25日，舉辦首場歌迷活動——「成員鑑定會」（メンバーお見立て会）。形式為組合成員在觀眾前自我介紹，然後表演自己的特技，最後觀眾會就成員的表現決定其推的成員（推しメン，簡單來說就是支持的成員），再於會後的握手會跟該名成員握手。觀眾可獲得一張「歌迷證明」（ファンの証）。成員的表演各式各樣，例如生田繪梨花演唱了音樂劇《孤星淚》的《我曾有夢》（日語版，名為）。其他表演還有歌舞、模仿、繪畫等等。其後乃木坂46於10月23日至24日追加兩場「監定會」。此時報導使用的名稱為「第一次乃木坂46監定會（第一回乃木坂46お見立て会）」。
10月2日，乃木坂46首個專屬節目《乃木坂在哪裡？》開始播映。這是由愛知電視台製作、東京電視網播出的綜藝節目。
11月6日，組合將會為「明治手製巧克力」拍攝廣告的消息公開。這個廣告於2012年1月開始播映，即組合未曾發行任何音樂作品就已成為代言人。
11月8日、10日，舉辦第二場歌迷活動——「只限100人！你的頭像速寫，請讓我們畫！會（100人限定！あなたの似顔絵、描かせていただきますっ！会）」。顧名思義，每天只有被抽中的100名粉絲能夠出席活動，以及每天各有七名不同的成員為粉絲繪畫頭像速寫。成員以2分鐘時間速寫，粉絲可將畫像取走。

## 2012年
1月19日，乃木坂46於「AKB48 重溫時間 最佳曲目100 2012」的第一天登場，並首次公開演唱出道歌曲《窗簾圍繞》。表演結束後，擔任單曲Center的生駒里奈感動而泣，說「我們有必須超越的目標，那就是AKB48」，又說「我們還不成熟，謝謝讓我們站在同一個舞台，我們會以全力以上的努力，為將來能真正成為（AKB48的）對手而努力。」乃木坂46亦曾於2月參與由AKB48成員渡邊麻友主演的電視劇《欺詐偶像》的演出。
2月22日，出道單曲《窗簾圍繞》由SME正式發行，首周銷量約有13.6萬張，於Oricon公信榜得單曲周榜第2位，亦為女性歌手出道單曲銷量的第3位。這張單曲跟AKB48有不少關聯。B面曲《可能想見你》（会いたかったかもしれない）是AKB48的出道單曲《想見你》改編版本，除了旋律完全不同外，其他部份包括歌詞和編舞都跟原版相同。AKB48核心成員前田敦子亦參與了音樂影片的演出。
3月3日，隨著出道單曲 《窗簾圍繞》的發行，於東京都讀賣樂園首次舉辦全國握手會，當日約有5000人參加。
5月1日，乃木坂46繼來自大分市的AKB48成員指原莉乃成為大分市觀光大使後，再被委任為該市的觀光大使。
5月2日，第2張單曲《來吧Shampoo！》發行。由於這張單曲的發行日期跟AKB48成員指原莉乃的個人出道單曲《就是喜歡妳》相同，因此被稱為乃木坂46跟指原之間的「直接對決」和「同門對決」。最後，單曲以首周銷量約15.6萬張首次獲得Oricon公信榜周榜首位，亦勝過指原的第2位，令乃木坂46在這場「直接對決」中勝出。
8月22日，乃木坂46發行第3張單曲《衝吧！Bicycle》，首周銷量約為18.7萬張，再次取得Oricon公信榜周榜首位。
9月1日－9日，乃木坂46於PARCO劇場進行了其首輪劇場公演，名為「16人的主角」（16人のプリンシパル）。每場公演都分為兩個部份。第一部份包括歌曲表演、成員自我介紹和舞蹈審查環節，然後觀眾在中場休息時投票，決定於第二部份演出的16名成員。第二部份為音樂劇表演，名為《愛麗絲 in 乃木坂》（アリス in 乃木坂）。成員於投票中得票越高，就能飾演越多戲份的角色，得票最多者會飾演主角「愛麗絲」（アリス）。
11月18日，岩瀨佑美子從乃木坂46畢業，成為組合首個畢業的成員。另外，由於因學業原因而一直暫停演藝活動的秋元真夏於10月8日正式歸隊，故組合的活躍成員數目仍維持在33人。
12月19日，第4張單曲《制服模特兒》發行，第3度取得Oricon公信榜周榜首位。乃木坂46於2012年合共有三張冠軍單曲，為繼宇多田光後，再次有女性藝人（並且是首隊女性組合）於出道年（以首張音樂作品發行計算）達成此紀錄。此外，乃木坂46於2012年發行的首三張單曲各有約2.9億日圓的銷量，合共銷量約為8.7億日圓，登上Oricon公信榜年榜的新人銷量排行榜首名。

## 2013年
2月22日，乃木坂46自《窗簾圍繞》CD出道一週年。為了紀念一週年，乃木坂46於幕張展覽館舉辦「Birthday Live」演唱會，演唱出道至當時合共27首歌曲。她們亦首次於活動上演唱新歌《你就是希望》。該演唱會長達三小時，現場約有9000個歌迷，為乃木坂46截至當時規模最大、時間最長的演唱會。演唱會結束後，螢幕上留下了「距離赤坂還有70日」（赤坂まであと70日）的神秘訊息。
3月13日，第5張單曲《你就是希望》發行，首周銷量約為24.2萬張，第4度取得Oricon公信榜周榜首位。
其後，3月20日在這張單曲的發行紀念全國握手會上，一個月前公布的訊息「距離赤坂還有70日」的意思揭曉——於赤坂ACT劇場（赤坂ACTシアター）舉辦第二輪劇場公演「16人的主角deux」（16人のプリンシパル deux）。這次公演於5月3日至12日在東京赤坂ACT劇場舉行15場公演，其後再於5月31日至6月2日在大阪梅田藝術劇場（梅田芸術劇場）舉行5場公演，合共20場。導演由毛皮族劇團的江本純子擔任，新劇本由第36屆日本電影金像獎優秀劇本獎得主喜安浩平撰寫。在这次公演的东京场中，每天都公布了一名二期生，一共有13名二期生加入了乃木坂46，其中还包括了原属于AKB48第8期研究生西川七海。
4月20日，第6張單曲選拔陣容於第5張單曲《你就是希望》全國握手會的京都PULSE PLAZA會場內宣布，Center首次出現變動，由白石麻衣擔任，白石也成為乃木坂46第2位担任单曲Center的成員。
6月7日，由于AKB48将于次日在日产体育场举行“AKB48超级嘉年华 〜 日产体育场 好小！才不小！！ 〜”，因此由队长樱井玲香带领，与白石麻衣和橋本奈奈未三人一起代班主持了日本放送的直播廣播節目《AKB48的All Night Nippon》。
7月13日，第6張單曲《女生規則》發行，首周銷量為33.7萬，第5度取得Oricon公信榜周榜首位。
8月19日－8月30日，组合自札幌开始，于福岡（23日）、大阪（27日）、名古屋（28日）、東京（30日）这五大都市举行了演唱会“盛夏的全国巡演2013”（真夏の全国ツアー2013）。在最後一场的东京站演出上，宣布了将在10月6日于代代木第一体育館追加一场名为“盛夏的全国巡演2013 FINAL!”的演唱会。在这场追加的演唱会的上午场宣布了乃木坂46将于12月20日首次单独登上日本武道馆举行演唱会。在这场演唱会的下午场则公布了第7張单曲的选拔成员名单，其中中心位置再次出現變動，由第2期研究生堀未央奈擔任，堀也成為乃木坂46第3位担任单曲Center的成員。
10月29日，作为木材利用Point宣傳大使，组合中生駒里奈、樱井玲香、白石麻衣、西野七瀬、松村沙友理、深川麻衣6人作为代表前往農林水產省访问了農林水產大臣林芳正。
11月27日，第7張單曲《髮夾》發行，首周銷量為39.5萬，第6度獲得Oricon公信榜周榜首位。
12月17日，举行的“第3届AKB48红白对抗歌合战”上，AKB48的渡边麻友在惊喜出演的乃木坂46成员生田絵梨花的钢琴伴奏与和声下演唱了《你就是希望》。
12月20日，在日本武道館举办的“乃木坂46 Merry X'mas Show 2013”上宣布了组合将在出道两周年的2014年2月22日于橫濱體育館举办“乃木坂46 2nd Year Birthday Live”。

## 2014年
1月27日，於《乃木坂在哪裡？》宣布第8張單曲選拔成員，Center由西野七瀬擔任，西野也成為乃木坂46第4位担任单曲Center的成員。
2月5日，发行的演唱会DVD《乃木坂46 1ST YEAR BIRTHDAY LIVE 2013.2.22 MAKUHARI MESSE》以首周1.2万套的销量获得了2月17日公布的Oricon公信榜DVD综合周榜第1名。这是该榜单自1999年开始调查以来女性组合首次获得DVD综合周榜的首位。
2月13日，研究生专属的首个固定电视节目《乃木Ken♡》於線上直播平台SHOWROOM開始播出。
2月22日，在出道两周年演唱会「乃木坂46 2ND YEAR BIRTHDAY LIVE」上宣布了「16人的主角trois」（16人のプリンシパル trois）将于五月初举办，在演唱会的安可部分，第八张单曲的Center西野七瀬还宣布了将在4月2日发行的新单曲名字：《察覺時已是單戀》（気づいたら片想い）。
2月24日，于Zepp DiverCity Tokyo举办的「AKB48集團大組閣祭」中，宣布乃木坂成員46生駒里奈將以「交换留學生」名義兼任AKB48 Team B成員，同時SKE48 Team E成員松井玲奈也以相同名義兼任乃木坂46成員。
3月1日，NHK BS Premium節目《AKB48 SHOW!》首次以「乃木坂46 SHOW!」名義播出乃木坂46特別節目。
4月2日，第8張單曲《察覺時已是單戀》發行，首周銷量為45.8萬，第7度獲得Oricon公信榜周榜首位。
5月30日－6月15日期間，「16人的主角trois」（16人のプリンシパル trois）公演。
7月5日，前往法國參與「JAPAN EXPO 2014」。
7月9日，第9張單曲《夏天的Free&Easy》發行，首周銷量為42.2萬，第8度獲得Oricon公信榜周榜首位。
7月25日－26日，「乃木坂46 UNDER LIVE」在AiiA Theater Tokyo舉行 。
8月4日，於《乃木坂在哪裡？》宣布第10張單曲選拔成員，Center由生田繪梨花擔任，生田也成為乃木坂46第5位担任单曲Center的成員。
8月16日－30日，於日本各地舉行「盛夏的全国巡演2014」。
8月19日，在「HTC Conference Tokyo 2014」上宣布獲任「HTC J butterfly HTL23」產品大使。
9月2日，再度訪問台湾出席「HTC butterfly 2」發表会。

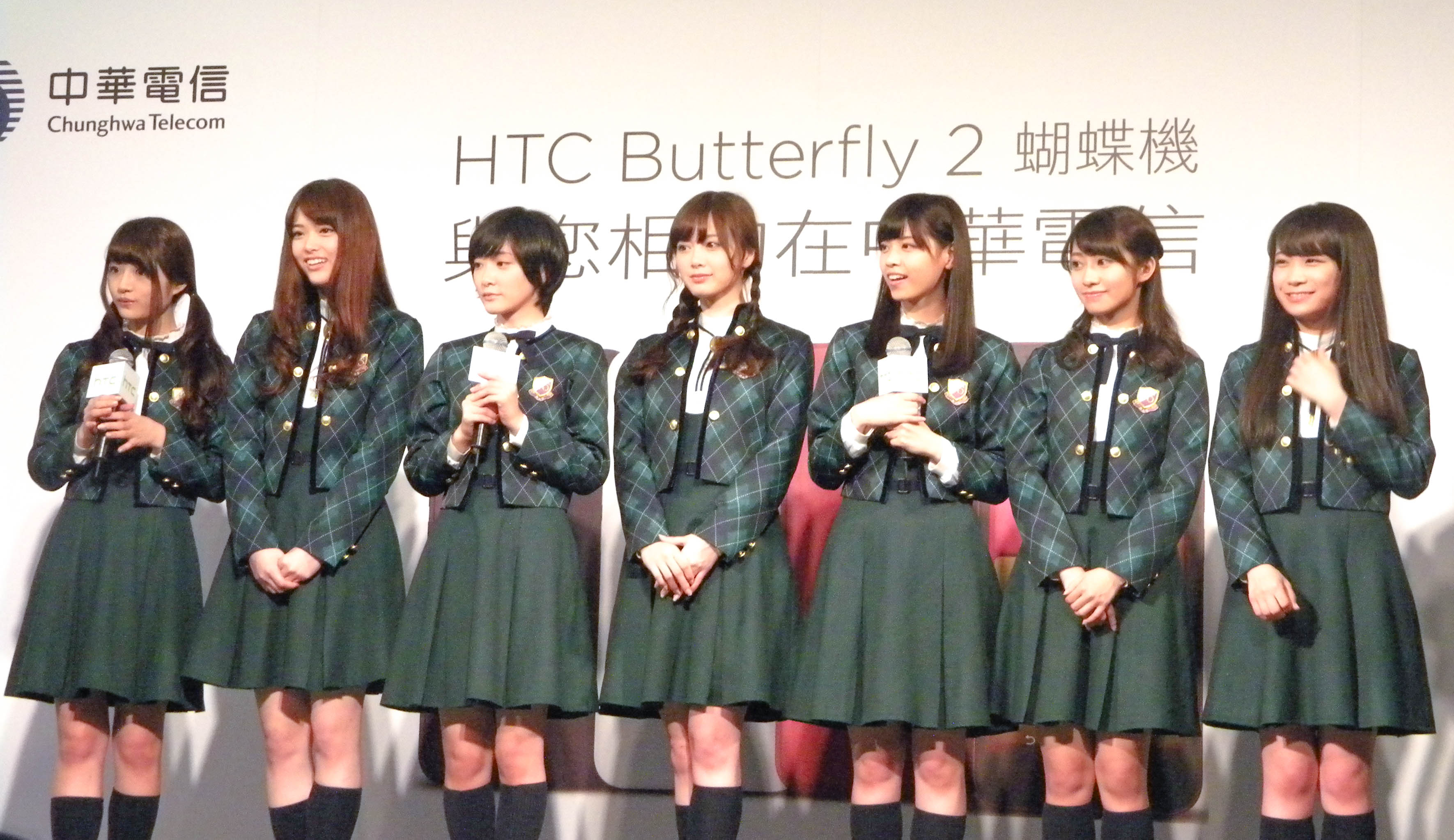
乃木坂46於2014年9月2日出席在台北信義商圈舉行的HTC Butterfly 2體驗活動。

10月5日－19日，舉行「Under Live 2nd Season」。
10月8日，第10張單曲《第幾次的藍天？》發行，首周銷量為47.9萬，第9度獲得Oricon公信榜周榜首位。
10月15日，出席「アイラブル★ゴルフ with 乃木坂46」。
11月1日－2日，出席「AGESTOCK2014 in 早稲田祭」並現場表演。
12月12日，「Under Live 2nd Season FINAL! 〜Merry X'mas Show 2014〜」舉行。
12月13日－14日，「Merry X'mas Show 2014」舉行。這兩天演唱會一共吸引2萬4000歌迷前來參與同時，在這場演唱會宣布乃木坂46第1部紀錄片《忘記悲傷的方法 Documentary of 乃木坂46》將在明年上映、也宣布2015年2月22日將在西武巨蛋舉行「乃木坂46 3rd Year Birthday Live」、以及2015年3月25日將發售乃木坂46的冠番組《乃木坂在哪裡？》的DVD。
12月15日，獲任年賀状親善大使。日本郵政限時推出增強實景應用程式「乃木坂ぐるぐるAR年賀状」。
12月20日、21日，期間在国立代代木競技場第一体育館出演「MUSIC FOR ALL, ALL FOR ONE 2014」。
12月30日，在東京國際論壇A館舉行「乃木坂46 大感謝祭2014」

## 2015年
1月7日，首張專輯《透明色》發售，收錄出道至今十張單曲之標題曲，另有八首新曲及由歌迷票選出之各單曲C/W曲十首。

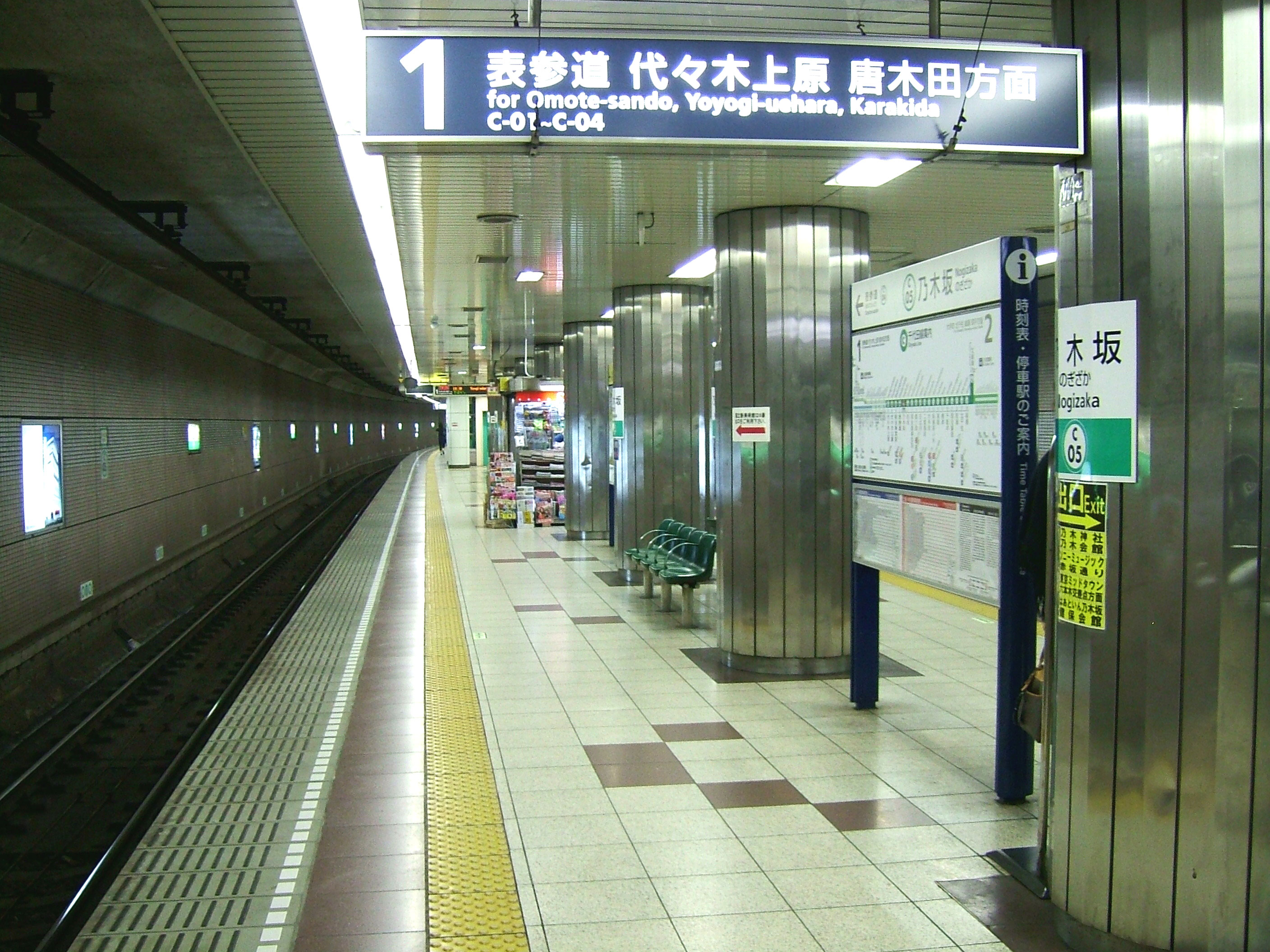
乃木坂站（摄于2008年），此场景亦是专辑《透明色》Type-B的封面取景。

2月22日，在西武巨蛋舉行「乃木坂46 3rd Birthday Live」。
3月18日，第11張單曲《生命如此美好》發售，首周銷量為50萬，第10度獲得Oricon公信榜周榜冠軍。除了成為史上最快達成10張單曲周榜皆為首位的女性團體以外，也是繼AKB48、SKE48以來，第3組連續10張單曲都獲得周榜首位的女性團體。
3月25日，《乃木坂在哪裡？》DVD發售。
4月14日－19日，於Zepp六本木藍色劇院舉行「乃木坂46 Under Live 3rd Season」。
5月11日，於《乃木坂工事中》宣布第12張單曲選拔成員，Center成員由時隔兩年、睽違7張單曲的生駒里奈再度擔任。
7月10日，首部官方記錄片《忘記悲傷的方法 Documentary of 乃木坂46》公開上映。
7月22日，第12張單曲《太陽敲敲門》發售，首周銷量為60.9萬，第11度獲得Oricon公信榜周榜首位。
10月28日，第13張單曲《此刻，想說話的對象》發售，首周銷量為62.7萬，第12度獲得Oricon公信榜周榜首位。
11月26日，宣佈參與第66回NHK紅白歌合戰之演出，這是該團體成軍4年以來首度獲得此節目的出場機會。
12月17日－21日，在日本武道館舉行「Under Live at 日本武道館」（17·18日）、「Merry X'mas Show 2015」（20·21日）。在21日當天的演唱會裡，發布了原定明年2月將舉行的「乃木坂46 4th Year Birthday Live」因東京將在2020年舉行「東京奧運」，使東京各地的表演場所進行改修，造成表演場所不足，因此將延期。
12月23日，在「第48回Oricon年度排行榜2015」奪得年度第6名，並在同一天發售第1部總音樂影片集《ALL MV COLLECTION～當時的少女們～》。
12月31日，初次在NHK紅白歌合戰進行演出，並演唱代表曲《你就是希望》。

## 2016年
2月1日，於《乃木坂工事中》宣布第14張單曲選拔成員，Center由深川麻衣擔任，由於深川於1月7日在自身的博客上發布畢業消息，所以此單成為深川最初也是最後的Center單曲，同時深川成為乃木坂46第6位担任单曲Center的成員。
2月20日－22日，舉行出道4周年紀念的網路實況轉播節目“乃木坂46 4th Anniversary 乃木坂46時間TV”。
2月27日，於“第30回日本金唱片大獎”中，第12張單曲《太陽敲敲門》獲得前5名熱門歌曲。
3月23日，第14張單曲《當春紫苑盛開時》發售，首周銷量為75萬，第13度獲得Oricon公信榜周榜首位。
5月25日，第2張原創專輯《屬於我們的位子》正式發售。
6月6日，於《乃木坂工事中》宣布第15張單曲選拔成員，Center由齋藤飛鳥擔任，齋藤也成為乃木坂46第7位担任单曲Center的成員。
6月10日－12日，為了紀念第2張專輯《屬於我們的位子》發售，舉行網路實況轉播節目「乃木坂46時間TV」第2彈。
6月15日，於靜岡ECOPA ARENA（静岡エコパアリーナ）舉行「乃木坂46 盛夏的全國巡演2016 ～深川麻衣畢業演唱會～」。
7月4日，三期生甄選報名活動開始。
7月27日，第15張單曲《赤腳Summer》發售，首周銷量為72.8萬，第14度獲得Oricon公信榜周榜首位。
7月22日－8月30日，分別在大阪市（7月22·23日）、名古屋市（8月6·7日）、仙台市（13·14日）、福岡市（18·19日）及東京都（28·29·30日）舉行「盛夏的全國巡演2016」。原定今年2月舉行的「乃木坂46 4th Year Birthday Live」則延到這次盛夏的全國巡演2016東京場一起舉辦，所以這次全國巡演東京場的名稱為「乃木坂46 盛夏的全國巡演2016 - 4th YEAR BIRTHDAY LIVE -」。
9月4日，於東京的SME六番町大樓發表3期生甄選審查結果，是次審查合格者共13人，應募人數為歷年最高的48,986人。唯其中1人退出，最後共有12人加入，當中最年少12歲、最年長20歲，平均年齡15.8歲。
10月17日，於《乃木坂工事中》宣布第16張單曲選拔成員，Center由橋本奈奈未擔任。在10月20日由日本放送播出的《乃木坂46的All Night Nippon》（AKB48的All Night Nippon特別篇）節目中除了首度公開第16張單曲《再見的意義》（サヨナラの意味）以外，橋本也宣布將於明年2月20日從乃木坂46與演藝圈同時引退的消息，所以此單曲將成為橋本最初及最後的Center單曲。同時橋本也成為乃木坂46第8位担任单曲Center的成員。
11月9日，第16張單曲《再見的意義》發售，首周銷量為82.8萬，第15度獲得Oricon公信榜周榜首位。
11月24日，宣布獲選參加第67回NHK紅白歌合戰，第2度獲得該節目出場機會。
12月31日，第二次於NHK紅白歌合戰進行演出，並演唱《再見的意義》。

## 2017年
2月2日－12日，於AiiA 2.5 Theater Tokyo舉行三期生的初次公演「3人的主角」（3人のプリンシパル）。
2月20日－22日，於埼玉超級競技場舉行「乃木坂46 5th BIRTHDAY LIVE」，其中第一天（2月20日）為橋本奈奈未的畢業演唱會。
3月22日，第17張單曲《大影響家》（インフルエンサー）發售，Center由白石麻衣、西野七瀨兩人擔任；首周銷量為874,528張，第16度獲得Oricon公信榜周榜首位。
5月24日，發售第3張專輯《最初的夢想》（生まれてから初めて見た夢）。
6月19日，擔任泰國觀光大使。
7月1日－10月9日，舉行「乃木坂46 盛夏的全國巡演2017」。東京（7月1日・2日）、仙台（8月11日 - 13日）、大阪（16日 - 18日）、名古屋（22日・23日）、新潟（10月8日・9日）。
7月10日，於《乃木坂工事中》宣布第18張單曲選拔成員，Center由三期生大園桃子、与田祐希共同擔任，同時大園、与田也成為乃木坂46第9、10位担任单曲Center的成員。
8月9日，第18張單曲《蜃景》發售，首周銷量為88萬，第17度獲得Oricon公信榜周榜首位。
9月22日，由西野七瀨主演的電影《薙刀社青春日記》上映，共有8位成員一起參與拍攝。
10月11日，第19張單曲《及時行事》發售；首周銷量為85.1萬張，第18度獲得Oricon公信榜周榜首位。
11月7日、8日，舉辦「乃木坂46 盛夏的全國巡演2017 FINAL! IN TOKYO DOME」，第一次在東京巨蛋公演。
11月24日，新加坡「C3 Anime Festival Asia Singapore」演出，這是第一次到亞洲其它國家演出。
12月30日，以歌曲《大影響家》榮獲第59屆日本唱片大獎。
12月31日，「第68回NHK紅白歌合戰」出場，為第3次登上紅白，演唱歌曲為《大影響家》。

## 2018年
1月10日，發售第一張Under專輯《我專屬的你～Under Super Best～》。
1月31日，生駒里奈將在第20張單曲後畢業的訊息在乃木坂46官方網站上公布。
2月1日，乃木坂46官方網站正式啟用7種語言的對應功能（日文、英文、簡體與繁體中文、韓文、印尼文、馬來文、泰文）。
2月11日，在香港參加「C3AFA HONG KONG 2018 presents I LOVE ANISONG HONG KONG 2018」演出。
3月23日－25日，為了紀念出道6周年，舉行網路實況轉播節目「乃木坂46時間TV」第3彈。
4月22日，於日本武道館舉行「生駒里奈 畢業演唱會」。
4月25日，第20張單曲《同步巧合》發售，首周销量111.7万，並在Oricon與billboard雙榜達成初次首週銷售突破百萬的紀錄。
7月6日－9月2日，於東京（7月6日－8日）、福岡（7月11日・12日）、大阪（8月3日・4日）、愛知（8月26日・27日）、宮城（9月1日・2日）舉行「乃木坂46 盛夏的全國巡演2018」。其中東京場「乃木坂46 6th YEAR BIRTHDAY LIVE」於相鄰的明治神宮野球場及秩父宮橄欖球場兩個場地同時舉行。
7月9日－8月19日，舉辦乃木坂46、櫸坂46、平假名櫸坂46（今日向坂46）聯合徵選活動。
8月8日，第21張單曲《以自我為中心！》發售，中心成員為齋藤飛鳥。首周销量为98.9万张，第20度获得Oricon公信榜周榜首位。
11月14日，第22張單曲《想繞遠路回家》發售，中心成員為西野七瀨。首周销量为106.3万张，第21度获得Oricon公信榜周榜首位，也成为该组合第二张达成首周百万销量的单曲。
11月16日－25日，做為「Zambi project」的一環，由乃木坂46、櫸坂46、平假名櫸坂46共同演出的舞台劇「Zambi」於東京巨蛋城表演廳首演。此為坂道系列姐妹團首度共同參與演出的舞台劇。
11月29日，營運單位於官網公布坂道聯合徵選的39位合格成員所屬團體。其中乃木坂46将有11位4期生加入。尚未編入所屬團體的18名合格者將以「坂道研究生」身分接受培訓。
11月30日，乃木坂46写真集《乃木撮 VOL.01》以30.7万部的成绩获得Oricon公信榜写真集类年榜第一名。
12月1日，首場海外單獨演唱會「NOGIZAKA46 LIVE in Shanghai 2018」於上海梅賽德斯-奔馳文化中心舉行。
12月3日，4期生11名成員於日本武道館舉辦的「見面會」登台亮相。
12月4日，于日本武道馆举行「若月佑美 毕业典礼」。
12月20日，以103.3亿日元销售额获得「第51回 Oricon年度排行榜2018」音乐部门销售年榜第二名。
12月30日，以歌曲《同步巧合》榮獲第60屆「日本唱片大獎」。
12月31日，第4度獲邀參與「第69回NHK紅白歌合戰」演出，演唱曲目為《想繞遠路回家》。

## 2019年

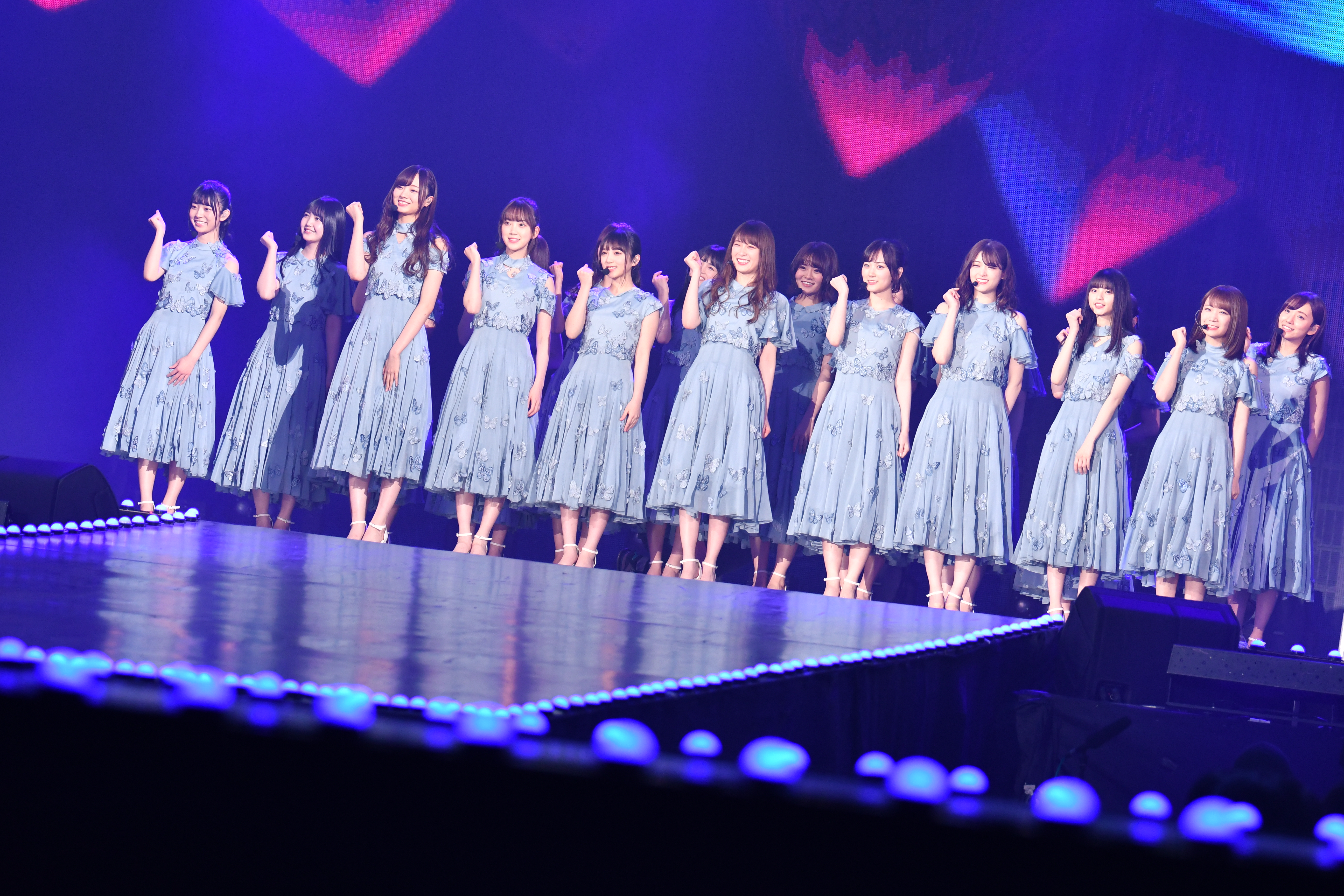
乃木坂46於2019年1月26日，以表演嘉賓身分於臺北小巨蛋舉行的第14屆KKBOX風雲榜頒獎典禮登台演出

1月11日－5月31日，於索尼音樂六本木博物館舉辦「乃木坂46 Artworks 幾乎全部展」（乃木坂46 Artworks だいたいぜんぶ展）。
1月26日，於第14屆KKBOX風雲榜頒獎典禮擔任表演嘉賓，為隔日舉行的首次台北演唱會「NOGIZAKA46 LIVE in Taipei 2019」預先熱身。
1月27日，首次台灣演唱會「NOGIZAKA46 LIVE in Taipei 2019」於台北小巨蛋舉行。
2月21日－24日，「乃木坂46 7th YEAR BIRTHDAY LIVE」於京瓷巨蛋大阪舉辦，同時於最後一天舉辦西野七瀨畢業演唱會。
3月19日，于两国国技馆举行「卫藤美彩 毕业个人演唱会」。
4月9日－21日，舉行四期生初公演「3人的主角」。
4月17日，發行第4張專輯《直到此刻化成回憶》。
5月29日，發行第23張單曲《Sing Out!》。
7月3日－9月1日，「盛夏的全國巡演2019」於名古屋（7月3日、4日）、福岡（7月20日、21日）、大阪（8月14日、15日）及東京（8月30日、8月31日、9月1日）舉辦。原預定於8月15日舉辦的大阪公演因柯羅莎颱風來襲宣布取消。
7月5日，睽違4年推出的第2部官方紀錄片《不知不覺，來到了這裡 Documentary of 乃木坂46》上映。
8月14日，於大阪巨蛋舉辦的「乃木坂46 真夏的全國巡演 2019」上宣布秋元真夏將在9月1日櫻井玲香畢業後接任隊長職務，成為乃木坂46第二代隊長。
9月4日，發行第24張單曲《黎明來臨前無須逞強》。
9月5日，通过AbemaTV直播发表《#乃木坂世界旅行 丢下今野啦！》（#乃木坂世界旅 今野さんほっといてよ！）企划。在该企划中组合部分成员将以两人为一组来到海外进行为其三天的自由旅行，但特别之處在於該企劃進行時，组合的營運委員長今野義雄、以及其他除安保之外的主要工作人员并不陪同，对成员来说是一次几乎完全自由但又充满挑战的旅程。企划同步节目预定从10月12日开始通过AbemaTV每月分两日播出一集。
9月27日－11月3日，于上海静安大悦城举办《乃木坂46 Artworks 别问，问就是全都有。展》，本身亦是同年一月起于东京持续近五个月的“乃木坂46 Artworks 大概全部展”的延伸。
10月22日，播出外景型综艺节目《乃木坂去哪裡》（乃木坂どこへ），由全体四期生出演，搞笑组合再見了青春之光担任主持人。
10月25日－26日，「NOGIZAKA46 Live in Shanghai 2019」於上海梅賽德斯-奔馳文化中心舉行。
11月15日，高山一實與松村沙友理出席2019年「新北市歡樂耶誕城」開城點燈儀式，並於活動現場宣布了次年「NOGIZAKA46 LIVE in Taipei 2020」演唱会的消息，相關消息稍早於乃木坂46官方網站公布。
11月22日－24日，久保史緒里等5名成员在上海美琪大戏院表演“乃木坂46版音乐剧《美少女战士Sailor Moon》2019”。
12月31日，第5度獲邀參與「第70回NHK紅白歌合戰」演出。

## 2020年
1月19日，「NOGIZAKA46 LIVE in Taipei 2020」於台北小巨蛋舉行。
2月16日，坂道研修生營運單位於影音服務網站SHOWROOM的「坂道研修生 配屬發表 SHOWROOM」直播中公布14位坂道研修生所屬團體。其中黑見明香、佐藤璃果、林瑠奈、松尾美佑、弓木奈於5人加入乃木坂46，正式成為該團四期生。
2月21日－24日，乃木坂46「8th YEAR BIRTHDAY LIVE」將於名古屋巨蛋舉行。
3月7日，原定於代代木第一體育館舉辦的「乃木坂46的All Night Nippon呈獻　乃木坂46 2期生公演」因2019冠狀病毒病疫情持續擴大而宣布取消。另外預定於3月舉辦的與田祐希寫真集見面會、以及由4期生演出的網路連續劇播出紀念活動同樣宣布取消或延期。
3月20日、21日、27日、28日，由遠藤櫻、早川聖來、田村真佑、掛橋沙耶香、金川紗耶、筒井彩萌、矢久保美緒出演之網路連續劇「Samu的故事」（サムのこと）播出。
3月25日，發行第25張單曲《幸福的保護色》。
4月28日，白石麻衣於乃木坂46官方部落格發文，因2019冠狀病毒病疫情無趨緩跡象，原訂於5月5－6日於東京巨蛋舉辦的畢業演唱會將會取消，確切舉辦日期未定，期间仍會以成員身分參與乃木坂46的活動。
5月25日，《世界中的鄰居啊》音樂錄影帶於SHOWROOM的特別直播節目中首播，該曲是乃木坂46第一首由現役與畢業成員共同演唱的歌曲。
6月19日－21日，「乃木坂46小時TV ABEMA獨家播出『不論距離多遠，我們都會在一起！』」於AbemaTV播出。
6月21日，乃木坂46第一個訂閱制的影音服務「乃木影像」（のぎ動画）正式上線。該服務透過月費制度，讓訂閱者自由觀看乃木坂46影像化演唱會、舞台劇、商業廣告及已發售的演出和CD特典影音。
8月20日，白石麻衣透過個人官方YouTube頻道「my channel」宣布她將於10月28日舉辦畢業演唱會。因應疫情影響，演唱會將以線上方式舉行。相關資訊於同日於乃木坂46官方網站公布。
9月9日，發行第2張MV合集《ALL MV COLLECTION2～當時的少女們～》，為相隔5年後再次發行的MV合集。
12月31日，第6度獲邀參與「第71回NHK紅白歌合戰」演出，演唱曲目為《Route 246》。

## 2021年
1月27日，發行第26張單曲《我會喜歡上自己的》。
2月22日－5月9日，「9th YEAR BIRTHDAY LIVE」分期舉辦。2月22日出道紀念日當天舉辦的「前夜祭」及23日由全體成員演出的演唱會、3月28日的「2期生演唱會」及29日的「1期生演唱會」以無觀眾線上直播形式圓滿落幕。5月8日的「4期生演唱會」及9日的「3期生演唱會」將以有觀眾及線上直播形式同步舉辦。
5月6日，開設新的YouTube頻道「乃木坂配信中」，與另一個YouTubre頻道「木坂46 OFFICIAL YouTube CHANNEL」不同，新頻道主要是播放《乃木坂工事中》的最新集數，提供給海外觀眾收看，以及成員自己製作的企劃影片等內容，全部都能看到。
5月26日，「乃木坂46 Under Live 2021」以無觀眾及線上直播形式於橫濱體育館举办。
6月9日，發行第27張單曲《對不起Fingers crossed》。
7月14日－9月9日，定例巡演「盛夏的全國巡演2021」在大阪（7月14日・15日，大阪城展演廳）、宮城（7月17日・18日，綜合運動公園綜合體育館）、愛知（8月14日・15日，名古屋市綜合體育館）、福岡（8月21日・22日，福岡海洋展覽中心）、東京（9月8日・9日）等五地舉行，其中東京場2場次均在東京巨蛋舉行，為乃木坂46第2次在東京巨蛋舉行公演。
7月19日，五期生徵選開始。
9月4日－11月28日，東京國立博物館表慶館，日本美術的古典與乃木坂46結合，從過去到現在結成的企劃展「春夏秋冬／四個季節／乃木坂46」。
9月22日，發行第28張單曲《被你骂了》。
10月26－28日，在TACHIKAWA STAGE GARDEN舉辦《28thSG Under LIVE》。
12月15日，發行第一張精選輯《Time flies》。
12月31日，第7度獲邀參與「第72回NHK紅白歌合戰」演出，演唱曲目為《契機》。

## 2022年
2月1日，宣布11名5期生加入乃木坂46
2月17日，官方網站進行更新，採用全新介面。
2月23日，在幕張展覽館舉行「5期生見面會」

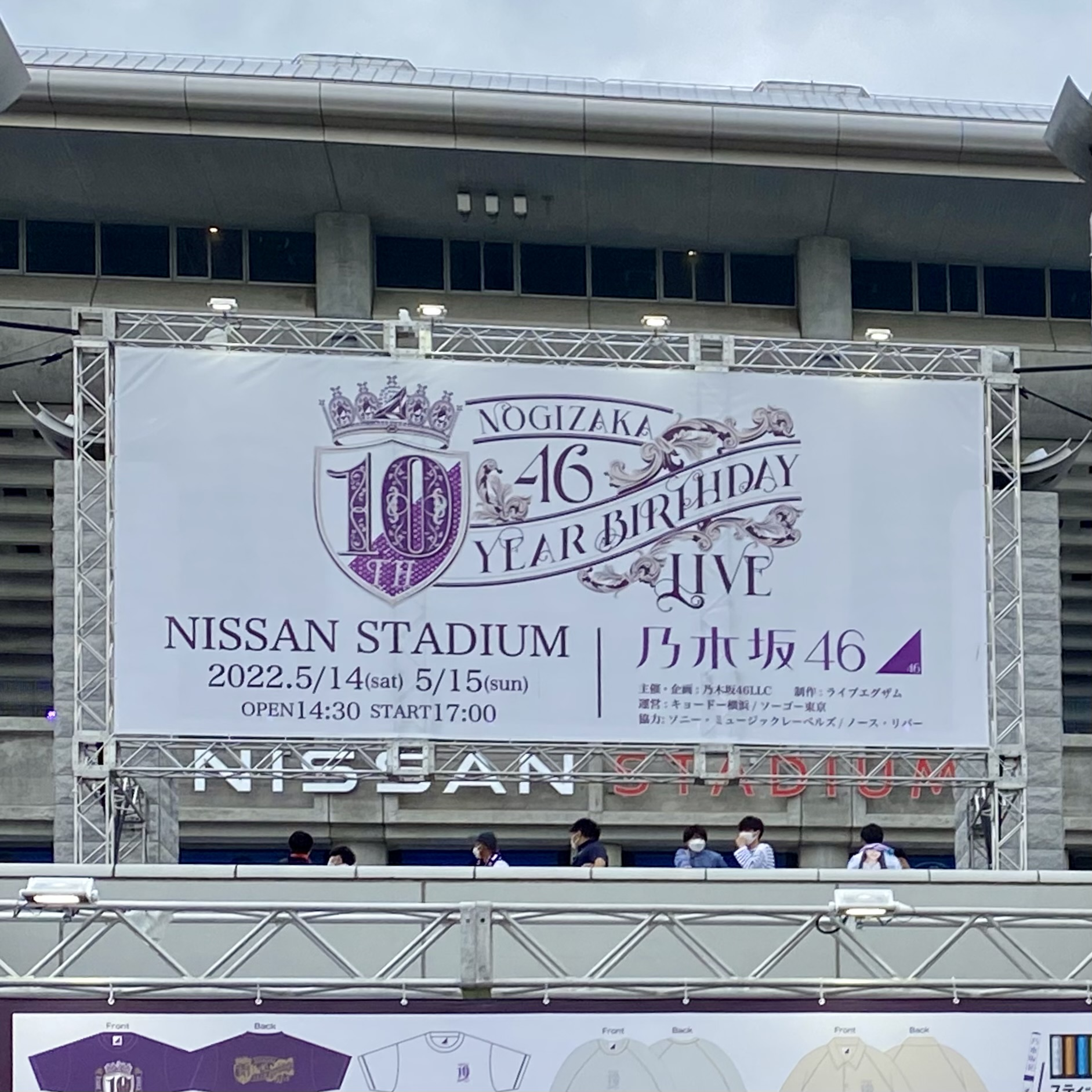
在日產體育館舉辦「10th YEAR BIRTHDAY LIVE」十周年演唱會

3月23日，發行第29張單曲《Actually…》。
3月25－27日，在皮亞競技場MM舉行《29thSG Under LIVE》。
4月27日，在東京國際論壇舉行「第2回 5期生見面會」
5月14-15日，在日產體育館舉行乃木坂46《10th YEAR BIRTHDAY LIVE》，連續2天，共有14萬人前來，更邀請已畢業的成員前來當嘉賓。
7月19日-8月31日，定例巡演「盛夏的全國巡演2022」，在大阪（7月19日・20日，大阪城展演廳）、廣島（23日・24日，綜合體育館）、福岡（30日・31日，海洋展覽中心）、北海道（8月11日・12日，真駒內屋內競技場）、宮城（20日・21日，綜合運動公園綜合體育館）、愛知（24日・25日，名古屋市綜合體育館）、東京（29日 - 31日，明治神宮棒球場)，等七地舉行。
8月31日，發行第30張單曲《喜歡是件搖滾的事！》。
9月27－29日，在東京TACHIKAWA STAGE GARDEN；10月3－5日，在大阪奧里克斯劇場等舉行《30thSG Under LIVE》。
12月7日，發行第31張單曲《不存在於此的事物》。
12月1日・19日，在神奈川KT Zepp Yokohama；12月7－8日，北海道Zepp Sapporo；12月12日，福岡Zepp Fukuoka；12月14－15日，愛知Zepp Nagoya；12月16－17日，大阪Zepp Namba，等5地舉行《31thSG Under LIVE》。
12月31日，第8度獲邀參與「第73回NHK紅白歌合戰」演出，演唱曲目為《赤腳Summer》。

## 2023年
1月7日，「最後的一期生」秋元真夏，發表畢業公告，於2月26日，正式從乃木坂46畢業。
2月18日，「最後的二期生」鈴木絢音，發表畢業公告，於3月28日，正式從乃木坂46畢業
2月22日－26日，在橫濱體育館舉行乃木坂46《11th YEAR BIRTHDAY LIVE》，此外，在公演最後一日（26日）為秋元真夏畢業典禮，最後將隊長職務交接給三期生梅澤美波。
3月29日，發行第32張單曲《人們終將再度追夢》。
4月6日－7日，在東京TOKYO DOME CITY HALL；8－9日，在大阪府立國際會議場；11－12日，在愛知名古屋國際會議場；26－27日，在東京花園劇院等地，舉行《32thSG Under LIVE》。
6月15日，秋元康以「乃木坂46的官方對手」的名義，成立了偶像團體－我想看見的藍天。
7月1日－8月28日，定例巡演「盛夏的全國巡演2023」，在北海道（7月1日・2日，真駒內屋內競技場）、大阪（12日・13日，大阪城展演廳）、廣島（15日・16日，綜合體育館）、沖縄（22日・23日，沖繩體育館）、愛知（8月5日・6日，名古屋市綜合體育館）、宮城（14日・15日，綜合運動公園綜合體育館）、東京（25日 - 28日，明治神宮棒球場），等七地舉行，成團12年來，首次在沖繩演出。
8月23日，發行第33張單曲《獨自一人的天堂》。
9月29日－10月1日，在橫濱體育館舉行《33thSG Under LIVE》。
10月10日，坂道系列3團（乃木坂、櫻坂、日向坂）同時發表聯合企劃「新參者 in TOKYU KABUKICHO TOWER」，將由3團的新期生（乃木坂5期、櫻坂3期、日向坂4期）共同參與。
12月6日，發行第34張單曲《Monopoly》。
12月31日，第9度獲邀參與「第74回NHK紅白歌合戰」演出，演唱曲目為《獨自一人的天堂》。

## 2024年
1月25日－27日，在皮亞競技場MM舉行《34thSG Under LIVE》。
2月2日，六期生徵選開始。
3月7日－10日，在琦玉超級競技場舉行《12th YEAR BIRTHDAY LIVE》
4月10日，發行第35張單曲《機會平等》。
5月11日－12日，於東京巨蛋舉行山下美月畢業演唱會。
6月7日－9日，在有名體育館舉行《35thSG Under LIVE》，是過去史上最多動員的一場Under LIVE，共計有3萬6000人前來參加。
6月28日，於香港會議展覽中心舉行首次香港演唱會「NOGIZAKA46 Live in Hong Kong 2024」，為團體在疫情趨緩後首場海外單獨公演。
7月20日至9月4日，定例巡演「盛夏的全國巡演2024」，在大阪（7月20日、21日，大阪巨蛋）、名古屋（8月24日、25日，名古屋市綜合體育館）、東京（9月2日－4日、明治神宮棒球場）等三地舉行。而此公演為成員人數最少的一次演出，只有32名成員，另外，公演7天共有26萬5000人前來參加。
8月21日，發行第36張單曲《放縱日》。
10月7日－8日，在福岡Zepp Fukuoka；10月14－15日，在愛知Zepp Nagoya；10月21－22日，在大阪Zepp Osaka Bayside；10月28－29日，在北海道Zepp Sapporo；11月18－20日，在神奈川KT Zepp Yokohama等五地，舉行《36thSG Under LIVE》。
11月28日，在「Oricon公信榜年度BOOK排行2024」寫真集類裡，《乃木坂46 五期生寫真集 這些日子、我在乃木坂》（あの頃、乃木坂にいた）獲得年度第一名。
12月11日，發行第37張單曲《步道橋》。
12月14日－15日，在幕張展覽館舉辦「乃木坂46 大感謝祭2024」，此活動是自2014年舉辦後的10年裡，再次舉辦。
12月31日，第10度獲邀參與「第75回NHK紅白歌合戰」演出，演唱曲目為《契機》

## 2025年
1月28日－30日，在幕張展覽館舉行《37thSG Under LIVE》。
2月5日，宣布11名6期生加入乃木坂46
2月22日－23日，在瑞穗PayPay巨蛋福岡舉行與田祐希畢業演唱會。
3月3日，在官方網站上設置針對網路上惡意誹謗及非法貼文的通報窗口。
3月26日，發行第38張單曲《臍橙》。
4月5日，在皮亞競技場MM舉行《38thSG Under LIVE》。
4月6日，在皮亞競技場MM舉行「6期生見面會」
5月17日－18日，在味之素體育場舉行《13th YEAR BIRTHDAY LIVE》。同時也是自成團來，第一次在此地舉行LIVE公演。
7月20日至9月7日，定例巡演「盛夏的全國巡演2025」，在北海道（7月5日、6日，真駒內屋內競技場）、靜岡（7月12日、13日，静岡縣小笠山綜合運動公園競技場），大阪（7月16日、17日，大阪城展演廳），宮城（8月2日、3日，宮城縣綜合運動公園綜合體育館），福岡（8月9日、10日，馬林麥瑟福岡A館），香川（8月16日、17日，香川縣立競技場），東京（9月4日－7日，明治神宮棒球場）等七地舉行，其中香川縣為首次舉行公演的地方。
7月30日，發行第39張單曲《Same numbers》。
10月7日－9日，在橫濱BUNTAI舉行《39thSG Under LIVE》。